# 国民民主党 (チェコスロバキア)
国民民主党（Československá národní demokracie, 後に Národní demokracie）は、戦間期のチェコスロバキアに存在した政党。オーストリア＝ハンガリー帝国時代の青年チェコ党（Mladočeši）を中心に、老チェコ党や国権進歩党などの国民自由主義を標榜する諸政党を結集して1918年に発足した。当初はチェコ国権民主党（Česká státoprávní demokracie）という名称を使い、1919年3月から国民民主党に党名を変更した。
ボヘミアの都市富裕層やホワイトカラーを主な支持基盤としていた。機関紙は『国民新聞 Národní listy』。チェコスロバキア建国後の初代首相を務めたカレル・クラマーシュ（Karel Kramář）が率いた。詩人でもあるヴィクトル・ディクや、大蔵大臣を務めたアロイス・ラシーンやカレル・エングリシュが所属した。
1918年11月に発足したクラマーシュ内閣は、土地改革問題などをめぐって連立を組む社会民主党や国民社会党といった左派政党と対立を深め、1919年5月の食糧デモへの対応策に反発して、国民民主党は政権を離脱した。その後、1922年のアントニーン・シュヴェフラ政権に参加し、1934年、ヤン・マリペトル政権の通貨切り下げ政策に反対し、連合政権を離脱するまで、与党の地位になった。その後、チェコ・ナショナリズムを掲げる方向に転換し、チェコのファシスト勢力である国民連盟と提携し、「国民統一」を結成した。1938年3月、ドイツ系政党の政権離脱を受けて、ミラン・ホジャ政権に加わった。ミュンヘン会談後の第一共和国崩壊後、農業党、人民党、商工中産党、国民社会党とともに国民統一党を結成し、政党としての活動を終えた。

## 議席（下院）
- 1918年－46議席（革命国民議会、1911年のハプスブルク帝国議会の勢力比による）
- 1920年－19議席
- 1925年－13議席
- 1929年－15議席
- 1935年－17議席（「国民統一」として参加）